# Hanna Bredal Oftedal
Hanna Bredal Oftedal (Oslo, 1994. július 4. –) norvég válogatott kézilabdázó, jobbátlövő. Testvére, Stine Bredal Oftedal szintén kézilabdázó.

## Pályafutása

### Klubcsapatokban
2011 nyaráig játszott a Helset IF csapatában, majd a Stabæk játékosa lett, ahol három szezont töltött el. Bemutatkozhatott a norvég élvonalban és a 2012-2013-as és a 2013-2014-es idényben pályára lépett a Kupagyőztesek Európa-kupája-sorozatban is. 2014 nyarán csatlakozott a francia első osztályú Issy Paris Hand együtteséhez. Öt idényt töltött a francia fővárosban, 2019 nyarától a dán Silkeborg-Voel KFUM kézilabdázója.

### A válogatottban
Oftedal pályára lépett az összes norvég korosztályos válogatottban. Harmadik lett a 2011-es U-17-es és a 2012-es U-18-as világbajnokságon, de szerepelt a 2013-as U-19-es Európa-bajnokságon és a 2014-es az U-20-as világbajnokságon is. 2017. június 15-én mutatkozott be a norvég felnőtt válogatottban.

## Magánélete
Párja Sander Sagosen, a norvég férfi kézilabda-válogatott és a Paris SG átlövője, testvére Stine Bredal Oftedal, kétszeres világ- és háromszoros Európa-bajnok kézilabdázó.

## Sikerei, díjai
- U17-es Európa-bajnokság:
  - 3. hely: 2011
- U18-as világbajnokság:
  - 3. hely: 2012
- Az All-Star csapat tagja a 2012-es U18-as világbajnokságon: 2012
- Az év fiatal játékosa a francia bajnokságban: 2015